# Kaarsild

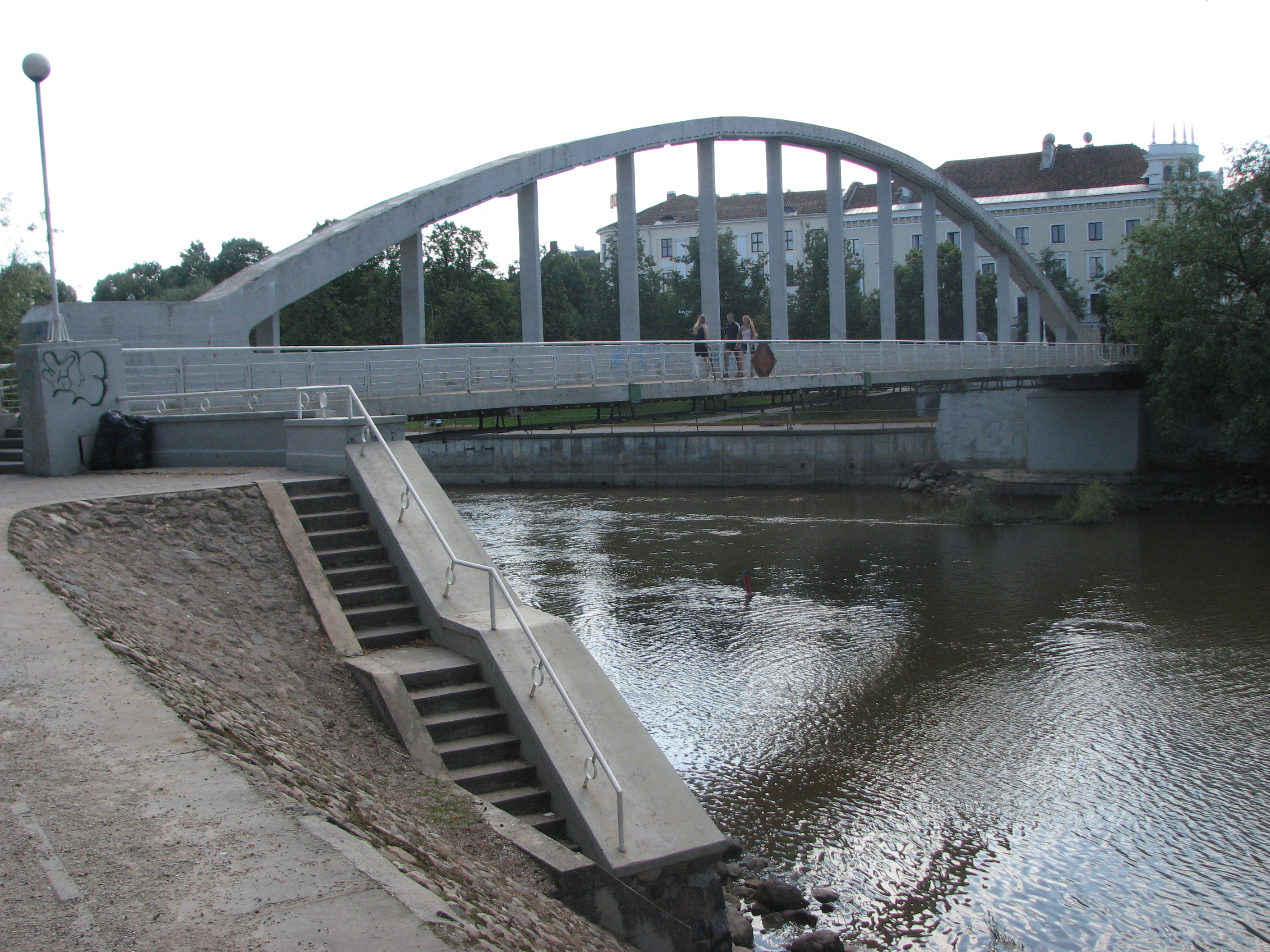
Kaarsild

Kaarsild ("den välvda bron") är en gång- och cykelbro över floden Emajõgi i Tartu i Estland. Den går mellan Rådhustorget i den centrala delen av Tartu och stadsdelen Ülejõe.
Kaarsild ritades av Peeter Varep (1914–1984) och är byggdes i betong med ett brospann. Den ersatte en stenbro, som förstördes under andra världskriget.

## Bildgalleri

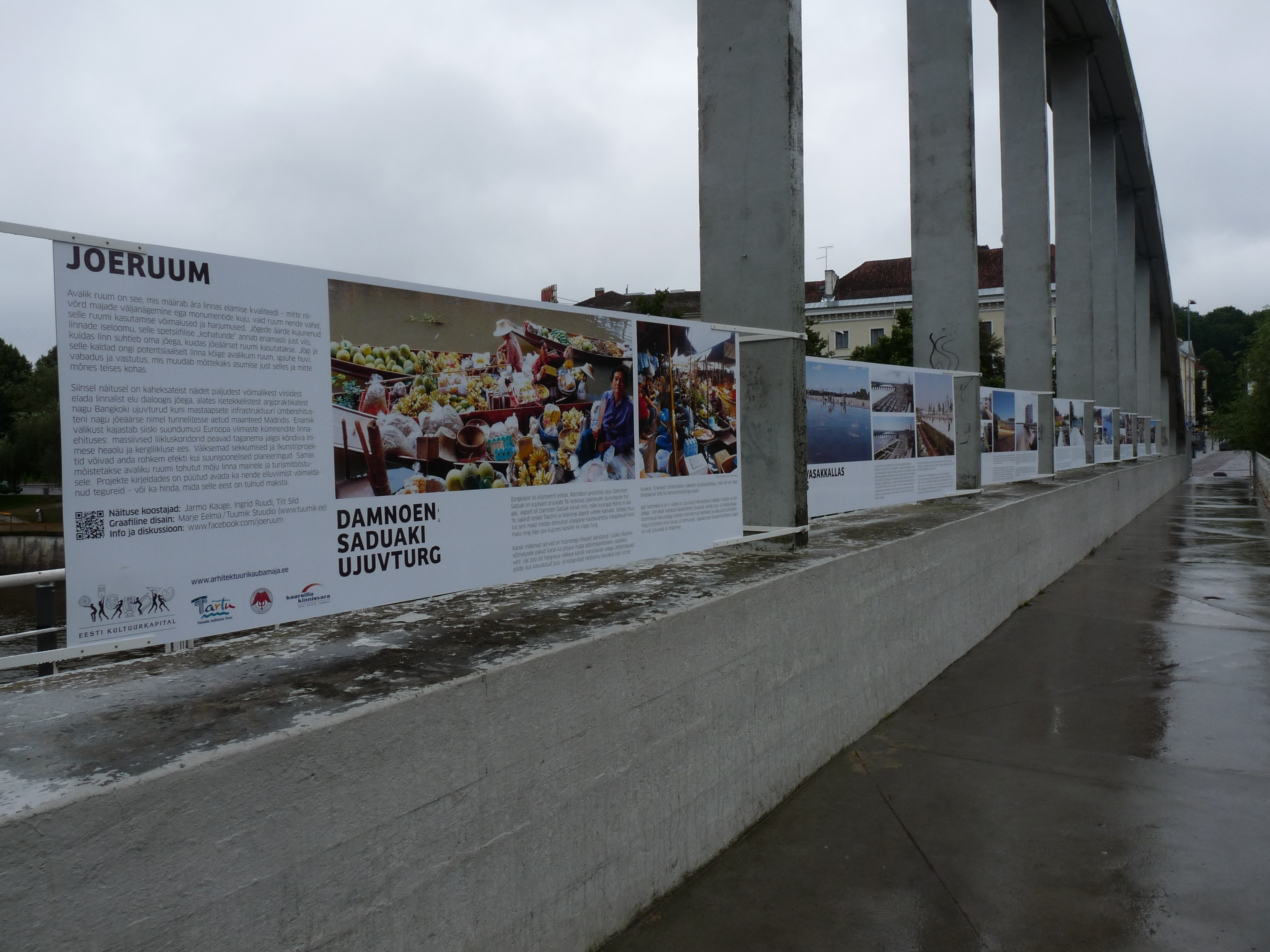
Kaarsild som offentlig anslagstavla
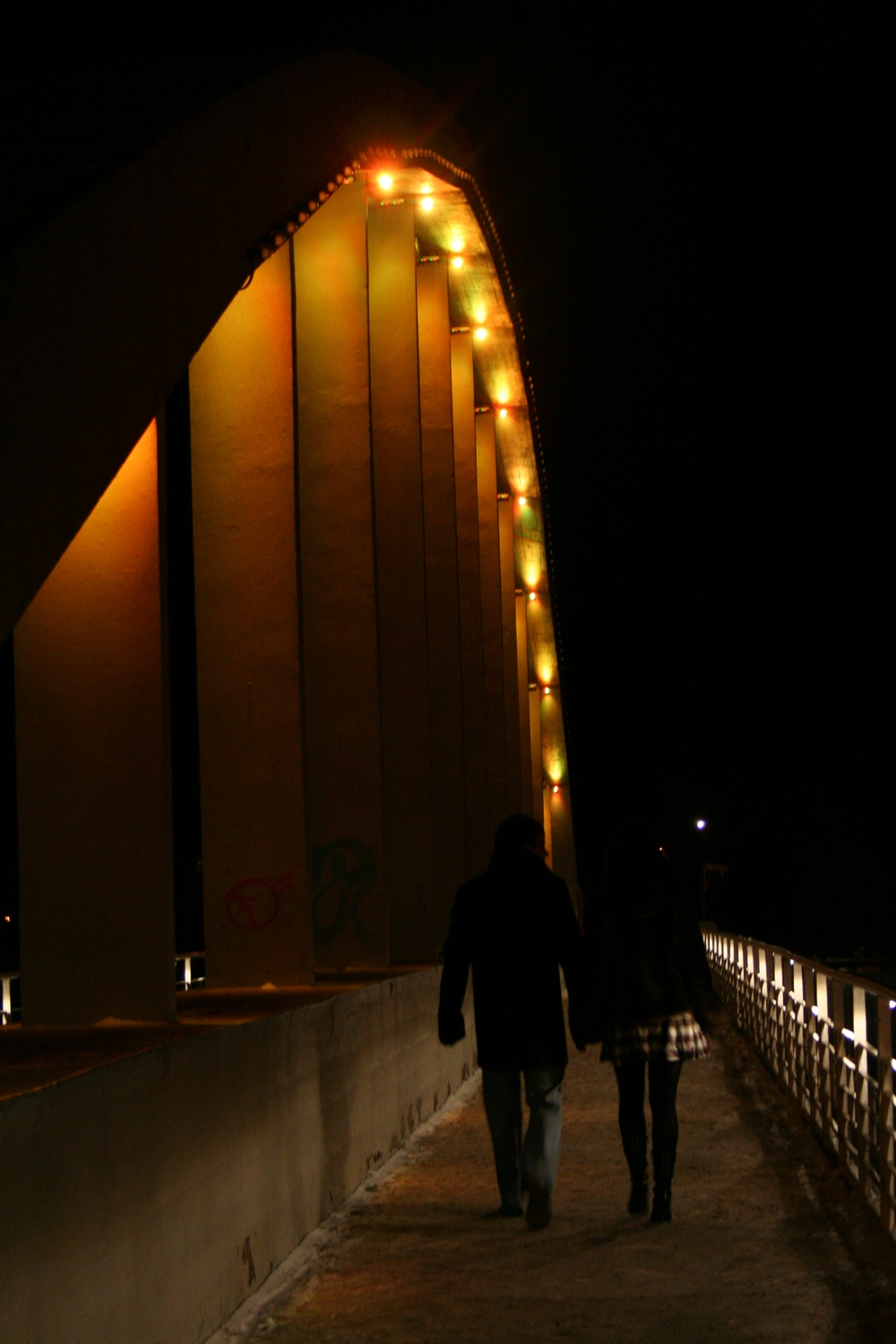
Broillumination under bågen
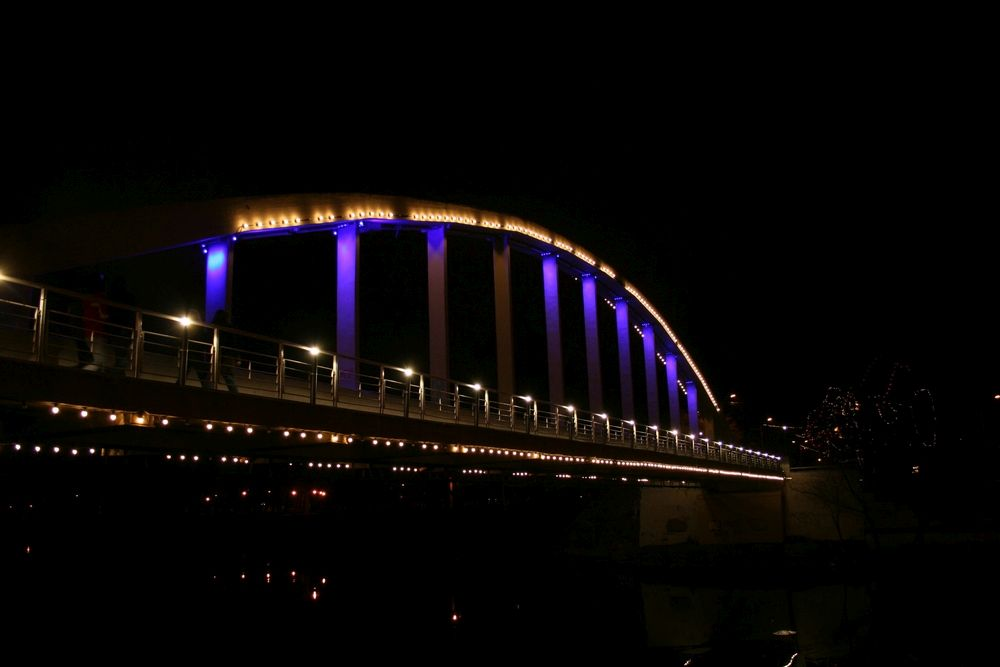
Illumination, december 2007